# Communauté de communes du pays de France
Pour les articles homonymes, voir CCPF.
La communauté de communes du pays de France (CCPF) est une ancienne communauté de communes française, située dans le département du Val-d'Oise, et la région Île-de-France

## Historique
La communauté a été créée par arrêté préfectoral du 20 décembre 1993.
N'atteignant pas le seuil des 15 000 habitants fixé par la loi NOTRe, elle est dissoute au 31 décembre 2016. Conformément au schéma départemental de coopération intercommunale arrêté le 30 mars 2016, elle fusionne avec la communauté de communes Carnelle - Pays de France.

## Le territoire communautaire

### Composition
La communauté était formée par les communes de :
| Nom                  | Code Insee | Gentilé              | Superficie (km2) | Population (dernière pop. légale) | Densité (hab./km2) |
| -------------------- | ---------- | -------------------- | ---------------- | --------------------------------- | ------------------ |
| Luzarches (siège)    | 95352      | Luzarchois           | 20,49            | 4 492 (2014)                      | 219                |
| Bellefontaine        | 95055      | Bellifontains        | 7,53             | 466 (2014)                        | 62                 |
| Châtenay-en-France   | 95144      | Francs-Chatenaisiens | 3,07             | 74 (2014)                         | 24                 |
| Chaumontel           | 95149      | Chaumontellois       | 4,23             | 3 324 (2014)                      | 786                |
| Épinay-Champlâtreux  | 95214      | Spinaciens           | 3,56             | 67 (2014)                         | 19                 |
| Jagny-sous-Bois      | 95316      | Johannisiens         | 4,18             | 252 (2014)                        | 60                 |
| Lassy                | 95331      | Lassyens             | 1,92             | 174 (2014)                        | 91                 |
| Mareil-en-France     | 95365      | Mareillois           | 7,00             | 693 (2014)                        | 99                 |
| Le Plessis-Luzarches | 95493      | Plessis-Luzarchois   | 0,90             | 144 (2014)                        | 160                |
| Villiers-le-Sec      | 95682      | Villierains          | 3,26             | 177 (2014)                        | 54                 |

## Le fonctionnement

### Le siège
Le siège de l'intercommunalité est à Luzarches, 15, rue Bonnet, dans l'ancienne école datant de 1839.

### Les élus
La Communauté de communes est administrée par son Conseil communautaire, composé, pour la mandature 2014-2020, de 22 conseillers communautaires, qui sont des conseillers municipaux représentant chaque commune membre, répartis, pour la mandature 2014-2020, à raison de :
- Communes de moins de 200 habitants : 1 délégué
- Communes de 200 à 299 habitants : 2 délégués
- Communes de 300 à 399 : 3 délégués
- Communes de 400 à 999 : 4 délégués
- Communes de 1 000 à 1 999 : 5 délégués
- Communes de 2 000 à 2 999 : 6 délégués
- Communes de 3 000 à 3 999 : 7 délégués
- Communes de 4 000 à 4 999 : 8 délégués[2].

Le conseil communautaire d'avril 2014 a élu son nouveau président, Sylvain Saragosa, maire de Chaumontel, ainsi que ses 6 vice-présidents, qui sont : 
1. Damien Delrue, Maire de Luzarches, délégué à l’administration générale, au tourisme et aux loisirs ;
2. Cyril Diarra, maire de Villiers-le-Sec, délégué aux finances et à l’attractivité économique ;
3. Chantal Romand, maire de Mareil-en-France, déléguée à la communication ;
4. Laurent Denoux, premier maire-adjoint de Jagny-sous-Bois, délégué à l’éco-citoyenneté, à la mutualisation, la voirie et les transports ;
5. Jean-Noël Duclos, maire de Bellefontaine, délégué à la culture, aux sports, et à la petite enfance et au social ;
6. Jacques Renaud, maire de Châtenay-en-France, délégué à l’urbanisme, à l’aménagement et aux travaux.

Ensemble, ils constituent le bureau de l'intercommunalité pour la mandature 2014-2020.

### Liste des présidents
| Période    | Période          | Identité         | Étiquette | Qualité |
| ---------- | ---------------- | ---------------- | --------- | --- |
| 1994       | 2001             | Bernard Messéant | RPR       | Kinésithérapeute Maire de Luzarches (1977 → 2001) Conseiller général de Luzarches (1988 → 2005) Vice-président du conseil général du Val-d'Oise[Quand ?] |
| avril 2001 | 2014             | Jaques Renaud    | UMP       | Maire de Châtenay-en-France (1995 → ) |
| 2014       | 31 décembre 2016 | Sylvain Saragosa | SE        | Maire de Chaumontel (2014 → ) Vice-président de la CC Carnelle Pays de France (2017 → )                                                                  |

### Les compétences
L'intercommunalité exerce des compétences qui lui sont transférées par les communes membres, dans les conditions définies par le code général des collectivités territoriales. Il s'agit de : 
- Aménagement de l'espace communautaire ;
- Développement économique ;
- Élimination et valorisation des déchets ménagers et déchets assimilés ;
- Politique du logement social ;
- Aménagement, entretien et fonctionnement d’équipements culturels ;
- Action sociale ;
- Action dans le domaine de la sécurité ;
- Etudes générales, banque de matériel, et groupement de commandes[7].

### Régime fiscal et budget
La communauté de communes perçoit une fiscalité additionnelle aux impôts locaux des communes, avec FPZ (fiscalité professionnelle de zone) et sans FPE (fiscalité professionnelle sur les éoliennes)

## Les réalisations et les projets
La CCPF envisage la création d'une piscine communale sur son territoire, mais le projet n'aboutit pas car les communes ne réussissent pas à se concilier sur le lieu d'implantation et sur les fonds